# Parasmittina exasperatrix
Parasmittina exasperatrix är en mossdjursart som beskrevs av Jean-Loup d'Hondt 1986. Parasmittina exasperatrix ingår i släktet Parasmittina och familjen Smittinidae. Inga underarter finns listade i Catalogue of Life.